# Two Brothers and a Spy
Two Brothers and a Spy è un cortometraggio muto del 1912 diretto da Hay Plumb.
Si conoscono pochi dati del film che, prodotto dalla Hepworth, fu distrutto nel 1924 dallo stesso produttore, Cecil M. Hepworth. Fallito, in gravissime difficoltà finanziarie, il produttore pensò in questo modo di per poter almeno recuperare il nitrato d'argento della pellicola.

## Trama
Un tenente, avendo scoperto il fratello a rubare dei piani segreti, si prende la colpa per coprire il vero responsabile.

## Produzione
Il film fu prodotto dalla Hepworth.

## Distribuzione
Distribuito dalla Hepwix, il film - un cortometraggio in una bobina  - uscì nelle sale cinematografiche britanniche il 18 luglio 1912.